# 本頓維爾路

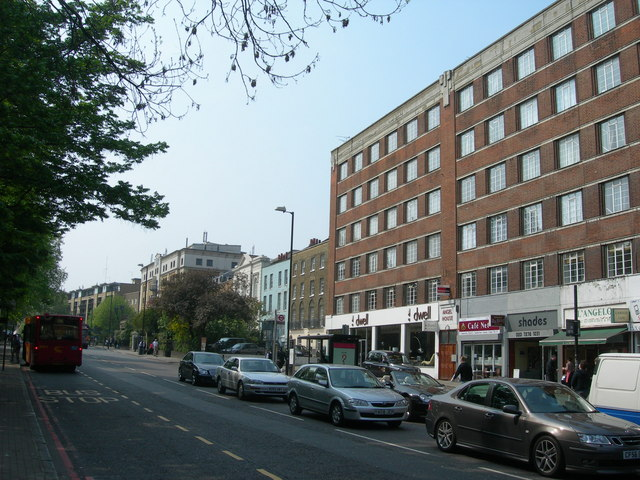
從本頓維爾路看向國王十字方向

本頓維爾路是一條位於中倫敦的道路，由西往東從國王十字通往安吉爾的城市路。本頓維爾路是倫敦內環路的一部分，同時亦屬於倫敦交通擁擠稅收費區域的邊界。
本頓維爾路在18世紀中期建造時原本是新路的一部分，主要用作中倫敦地區科奇車的繞行道路。道路以為鼓勵製造業從城市遷到市郊而設置的本頓維爾新市鎮命名。在19及20世紀期間，尤其是1840年代鐵路接駁到本頓維爾路後，此處建設了多處工廠以及商業處所。
20世紀末，工業製造業不再於倫敦受到歡迎，許多路上的房地產均改為了住宅或學生宿舍。現時本頓維爾路包括了位處一處教堂遺址的手工藝理事會畫廊（Crafts Council Gallery）以及建築前身是影院的斯卡拉夜總會。